# Crossroads (album)
Crossroads – czwarty album belgijskiego zespołu Sylver wydany w 2006 roku.

## Lista utworów
1. Lay All Your Love On Me 3:29
2. Why 2:51
3. One Night Stand 3:47
4. Dance With Loneliness 3:38
5. You And I 3:34
6. Lovesong 3:50
7. Half As Much 3:16
8. On My Own 2:32
9. Seven Tears 3:27
10. Keep Your Hands 3:58
11. Except Me 2:53
12. The End 4:00
13. Take My Back